# توماس كويلو
توماس كويلو (بالإسبانية: Tomás Cuello)‏ هو لاعب كرة قدم أرجنتيني في مركز الوسط، ولد في 5 مارس 2000 في سان ميغيل دي توكومان في الأرجنتين. لعب مع أتليتيكو توكومان.

## وصلات خارجية
- توماس كويلو على موقع قاعدة بيانات كرة القدم.إي يو (الإنجليزية)
- توماس كويلو على موقع Soccerway.com (الإنجليزية)
- توماس كويلو على موقع عالم كرة القدم.نت (الإنجليزية)